# Sternwarte Schaffhausen

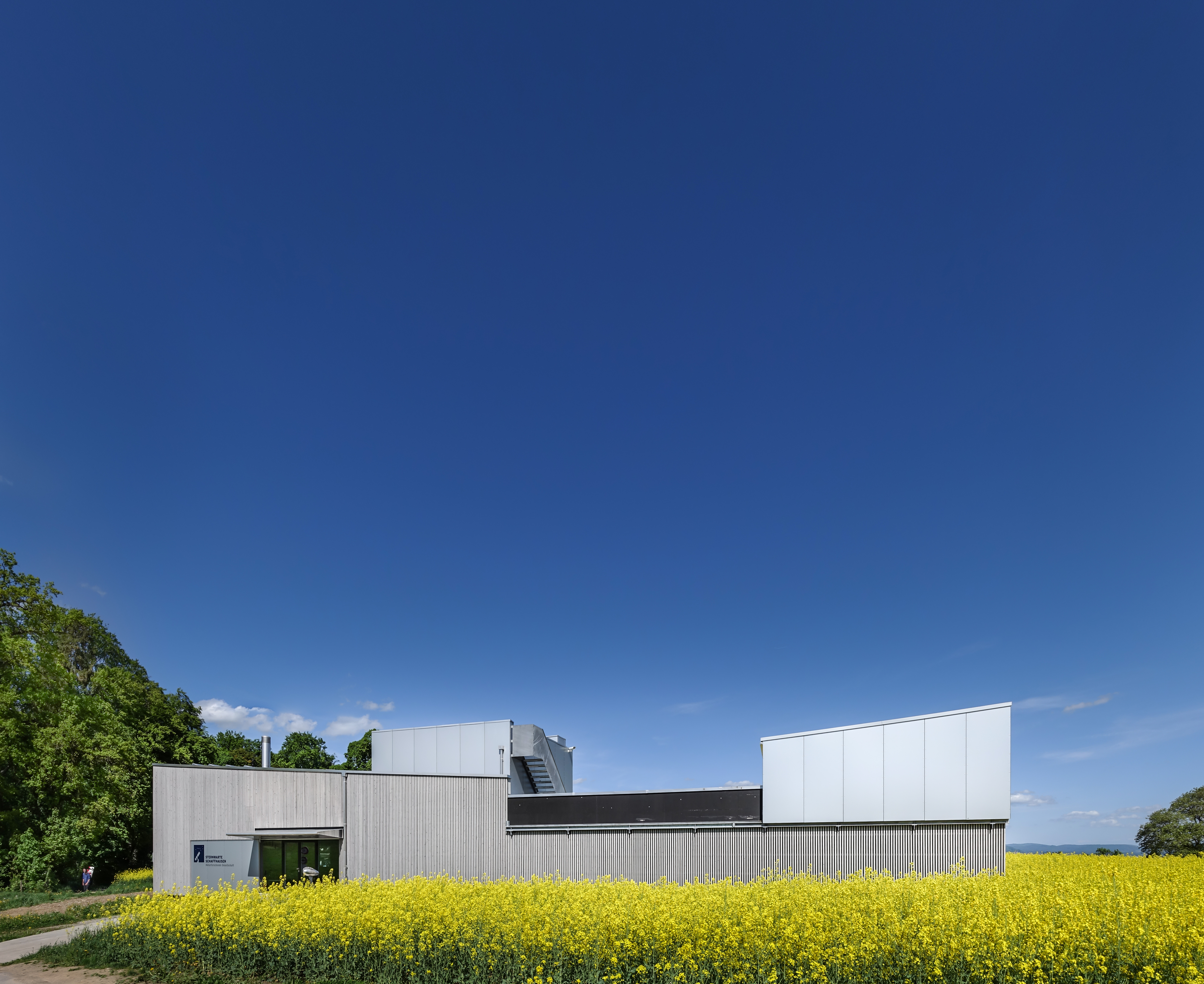
Sternwarte Schaffhausen

Die Sternwarte Schaffhausen ist eine Sternwarte in Schaffhausen. Sie wird durch die Naturforschende Gesellschaft Schaffhausen unterhalten.
Die Sternwarte Schaffhausen wurde im Jahre 2012 eröffnet und hat die über 60-jährige Sternwarte auf der Steig ersetzt. Neben kleineren Teleskopen verfügt sie über einen Newton-Reflektor mit 40 cm Spiegeldurchmesser. Integriert ist ein modernes digitales Planetarium mit 25 Sitzplätzen, in welchem auch Filme in 360° gezeigt werden können. Ein Schulungsraum mit der «Astro-Bar» bietet Platz für circa 35 Personen.

## Weblink
- Website der Sternwarte Schaffhausen